# Литвинова, Марина Дмитриевна
Марина Дмитриевна Литвинова (14 июня 1929, Ижевск — 2 ноября 2020) — советский и российский лингвист, переводчик, профессор Кафедры переводоведения и практики перевода английского языка МГЛУ. Шекспировед, действительный член Британского бэконианского общества, создатель «ратленд-бэконианской» гипотезы авторства произведений Уильяма Шекспира. Одна из основателей и председатель Ратленд-бэконианского общества при Союзе переводчиков России. Главный редактор научно-художественного журнала «Столпотворение».

## Биография
Марина Литвинова родилась в Ижевске в 1929 году.
С 1948 по 1953 год М. Д. Литвинова — студентка МГПИИЯ им. Мориса Тореза. На старших курсах проявляет особый интерес к художественному переводу.
В 1952 году её перевод впервые опубликован. Это рассказ Теодора Драйзера «Ида Хошавут» (издательство «Художественная литература»).
С 1953 года в течение трёх лет учится в аспирантуре МГПИИЯ им. Мориса Тореза под руководством известной советской переводчицы Ольги Петровны Холмской. Посещает семинар секции художественного перевода Союза писателей СССР, знакомится с переводчиками-«кашкинцами», представителями школы художественного перевода Ивана Кашкина.
С 1955 года преподаёт письменный перевод на русский язык в МГПИИЯ им. Мориса Тореза. Позже становится старшим преподавателем, доцентом.
В 1963 году впервые проявляет интерес к творчеству и личности Уильяма Шекспира, изучая переводы пьесы «Гамлет» на русский язык.
С 1985 занимается вопросом авторства произведений Уильяма Шекспира, изучает различные источники. Работала в Британской библиотеке в Лондоне, в библиотеках Кембриджа и Оксфорда, Фолджеровской Шекспировской библиотеке (Folger Shakespeare Library) в Вашингтоне, в нью-йоркской Публичной библиотеке.
С 1971 по 1992 читала курс по переводу библеизмов на русский язык при курсах переводчиков ООН при МГПИИЯ по собственной методике.
С 2001 года — профессор МГЛУ на кафедре перевода английского языка МГЛУ.
В июне 2012 года принят устав Ратленд-бэконианского общества при Союзе переводчиков России, М. Д. Литвинова становится его председателем.

## Переводческая деятельность
Переводила классиков английской и американской литературы XIX и XX века (Г. Уэллс, А. Конан Дойл, М. Твен, У. Фолкнер, Дж. Стейнбек, Дж. Ирвинг, Ф. С. Фицджеральд), популярных авторов XXI века, английские народные сказки.
Продолжательница «кашкинских» традиций художественного перевода.
В 2000-е годы после перевода второй, третьей и четвёртой книги про Гарри Поттера, становится обсуждаемой персоной среди поттероманов Рунета и даже мемом. Фанаты книги не раз высказывали недоумение по поводу авторского перевода имён собственных (Долгопупс, Снегг). Сама Литвинова объясняет, что внесла ряд изменений, так как автор Дж. Роулинг «разрешает переводчику поменять что-то в английском тексте, если он не соответствует культуре его народа».

## Гипотеза двойного авторства произведений Уильяма Шекспира
Согласно гипотезе Марины Литвиновой, за псевдонимом Уильяма Шекспира скрывались двое выдающихся деятелей эпохи английского Возрождения — философ, историк и видный политический деятель Фрэнсис Бэкон и блестяще образованный английский аристократ граф Ратленд. «Их было двое — граф Ратленд и его опекун Френсис Бэкон. У первого был литературный талант, у второго — ум мыслителя».
По мнению Литвиновой, поэтические труды и поздние пьесы принадлежат перу Ратленда, тогда как исторические хроники были написаны его учителем и наставником Бэконом и позже отредактированы Ратлендом. Этот факт подтверждается косвенными свидетельствами, есть и несколько прямых доказательств. В их числе — биографические данные, официальные документы, произведения современников Уильяма Шекспира, в частности, стихи и пьесы Бена Джонсона. Наиболее полно гипотеза изложена в работе «Оправдание Шекспира», изданной в 2008 году, а также в комментариях и послесловии М. Литвиновой к переводу книги «Истинный Шекспир. Биографическое приключение» Джона Довера Уилсона (издательство «Артист. Режиссёр. Театр», 2013 год).
В настоящее время продолжаются поиски новых доказательств двойного авторства и работа над биографией Бена Джонсона, главного литературного соперника Шекспира в то время. М. Литвинова считает, что необходимо «заново перечитать архивные свидетельства той эпохи и приступить к поискам новых материалов в сохранившихся архивах старинных английских фамилий. Истина рано или поздно одержит верх».

## Основные работы
- Литвинова М. Д., Оправдание Шекспира. — М.: Вагриус. 2008. — 656 с. — ISBN 978-5-9697-0349-0